# 中华野独活
中华野独活（学名：Miliusa sinensis）为番荔枝科野独活属的植物。分布在越南以及中国大陆的贵州、广西、云南、广东等地，生长于海拔500米至1,000米的地区，一般生于山地密林中以及山谷灌木林中，目前尚未由人工引种栽培。
其种加词“sinensis”意为“中华的”。

## 别名
中华密榴木（植物分类学报）